# Dicionário conceitual
Um dicionário conceitual (também dicionário ideográfica ou ideológica) é um dicionário que grupos de palavras por conceito ou relação semântica em vez de organizá-los em ordem alfabética. 
Exemplos de dicionários conceituais são dicionários ilustrados, enciclopédias, dicionários e visual. Onelook.com e Diccionario Ideológico de la Lengua Española (para espanhol) estão on-line específicos e exemplos de impressão.